# Vlăhița
Vlăhița (Hongaars: Szentegyháza) is een stad (oraș) in het Roemeense district Harghita. De stad telt 7042 inwoners (2002).
De Roemeense naam van de stad verwijst naar de Walachen die hier eens woonden. In het Hongaars heette de stad eerst ook nog Olahváros (Walachenstad) tot 1899. De gemeente is de hoogst gelegen stad van het district Harghita.
Naast de stad bestaat de gemeente uit de volgende twee dorpen:
- Băile Homorod / Homoródfürdő
- Minele Lueta / Szentkeresztbánya

## Demografie
In 2011 had de gemeente in totaal 6.820 inwoners waarvan 6.749 Hongaren (98,96%) (Szeklers).